# Oktyabrszkiji járás (Permi határterület)

Az Oktyabrszkiji járás a Permi határterületen

Az Oktyabrszkiji járás (oroszul Октябрьский район) Oroszország egyik járása a Permi határterületen. Székhelye Oktyabrszkij.

## Népesség
- 1989-ben 39 253 lakosa volt.
- 2002-ben 36 463 lakosa volt, melynek 59,6%-a orosz, 34,8%-a tatár, 2,2%-a baskir nemzetiségű.
- 2010-ben 30 441 lakosa volt, melyből 18 164 orosz, 10 474 tatár, 496 baskír, 298 mari, 124 cigány stb.